# 삼림핀인

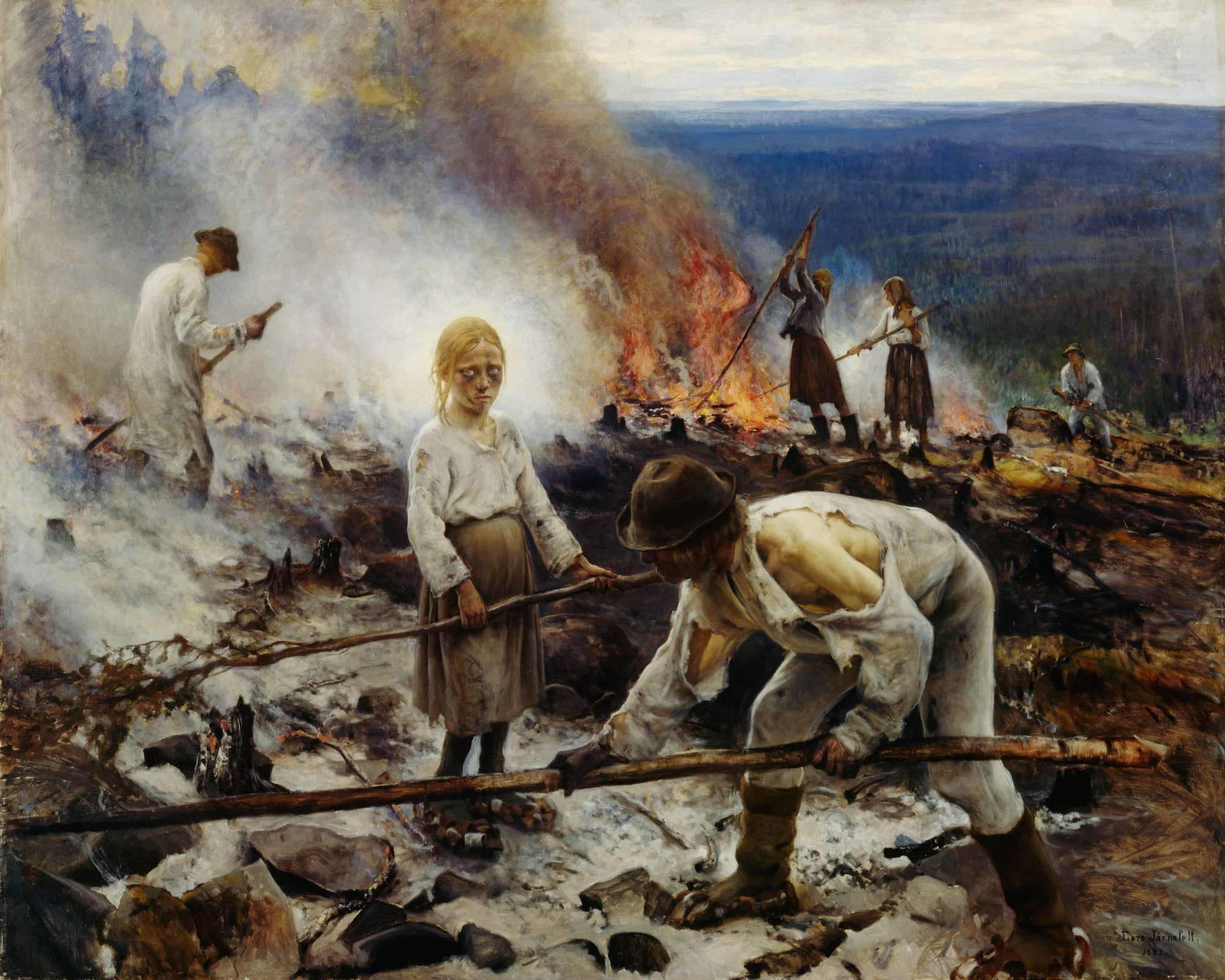

삼림핀인(핀란드어: metsäsuomalaiset 메채수오말라이세트[*], 스웨덴어: skogsfinnar, 영어: Forest Finns)는 16세기 초엽에서 17세기 중엽 사이에 사보와 해메 지역으로부터 스웨덴 본토와 노르웨이의 삼림지대로 이주해간 핀족 이민자들이다. 그들은 화전으로 생계를 유지했다. 18세기 말엽이 되면 삼림핀인은 대부분 스웨덴 및 노르웨이 문화에 동화되었고, 그들이 사용하던 해메 핀어는 사멸되었다. 하지만 극소수가 소수민족으로서 20세기까지 살아남았다.